# Mara Zini
Mara Zini (ur. 26 października 1979 w Sondalo) – włoska łyżwiarka szybka, specjalizująca się w short tracku. Brązowa medalistka olimpijska z Turynu.
Zawody w 2006 były jej drugimi igrzyskami olimpijskimi, debiutowała w 2002 w Salt Lake City. W 2006 po medal sięgnęła w biegu sztafetowym. Włoską drużynę tworzyły także Arianna Fontana, Marta Capurso i Katia Zini (jej kuzynka). W tej samej konkurencji była brązową medalistką mistrzostw świata w 2004 i 2006. Indywidualnie w 2004 była druga na dystansie 500 metrów. Na mistrzostwach Europy zdobyła m.in. pięć złotych (1997, 1998, 2002, 2003, 2006) i trzy srebrne (2000, 2004 i 2007) w sztafecie. Indywidualnie była druga w wieloboju w 2001 i 2002.